# Kiessysteem
Een kiessysteem of kiesstelsel is de wijze waarop de verkiezingen van de volksvertegenwoordiging georganiseerd zijn en de wijze waarop de regering gekozen wordt. Het gehanteerde kiessysteem is van grote invloed op de wijze waarop een land of een ander bestuursniveau zoals een gemeente of provincie, bestuurd wordt.

## Kenmerken
In eerste instantie is het kiesstelsel een set regels die alle aspecten van het stemproces bepaalt: wanneer verkiezingen plaatsvinden, wie mag stemmen, wie zich kandidaat kan stellen, hoe stembiljetten worden ingevuld en ingediend, hoe de stembiljetten worden geteld, hoe stemmen worden vertaald in de verkiezingsuitslag, limieten op giften en campagne-uitgaven en allerlei andere factoren die de uitslag kunnen beïnvloeden. Politieke kiessystemen worden gedefinieerd door grondwetten en kieswetten, worden doorgaans uitgevoerd door kiescommissies en kunnen meerdere soorten verkiezingen gebruiken voor verschillende functies.

Sommige kiesstelsels kiezen één winnaar voor een unieke positie, zoals minister-president, president of gouverneur, terwijl andere meerdere winnaars kiezen, zoals parlementsleden of raden van bestuur. Bij het kiezen van een wetgevende macht kunnen gebieden worden verdeeld in kiesdistricten met één of meer vertegenwoordigers of kan het electoraat vertegenwoordigers kiezen binnen één alomvattend kiesdistrict. Kiezers kunnen rechtstreeks stemmen op een individuele kandidaat op een open lijst of op een gesloten lijst van een partij met kandidaten die door een politieke partij of alliantie zijn voorgedragen. Kortom, er zijn enorm veel mogelijke variaties in kiesstelsels.

Kaart van kiessystemen die gehanteerd worden bij de verkiezingen voor het nationale parlement. Open de afbeelding in Wikimedia Commons om de volledige legenda te bekijken.

## Bouwstenen
Kiesstelsels bestaan in de basis uit:
- Mechanisme van zeteltoewijzing: de manier waarop stemmen worden omgezet om verkozenen te bepalen (meerderheidsstelsel, evenredige vertegenwoordiging of een gemengd kiesstelsel).
- Geografische eenheden: de manier waarop een land onderverdeeld wordt in kiesdistricten en hoe deze entiteiten omgaan met evenredigheid.
- Kandidatenlijsten en stembiljet: de manier waarop kandidaten gepresenteerd worden en hoe kiezers hun stem uit kunnen brengen.
- Berekeningsmethode: de manier waarop de zetelverdeling berekend wordt.
- Regeringsvorming: de manier waarop een winnaar bepaald wordt en hoe de regering geformeerd wordt.

## Overzichtstabel
|                       | Districtenstelsel | Districtenstelsel | Districtenstelsel | Nationaal kiesdistrict |
| --------------------- | --- | --- | --- | --- |
| Zeteltoewijzing       | Meerderheidstelsel: De zetelverdeling is een optelsom van de uitslagen in de los van elkaar staande enkelvoudige kiesdistricten. | Evenredige vertegenwoordiging: De zetelverdeling benadert de verhouding van de stemmen die een partij op het niveau van kiesdistricten en/of nationaal niveau ontvangt wat zorgt voor een evenredige zetel-stemverhouding.                                                                                        | Evenredige vertegenwoordiging: De zetelverdeling benadert de verhouding van de stemmen die een partij op het niveau van kiesdistricten en/of nationaal niveau ontvangt wat zorgt voor een evenredige zetel-stemverhouding.                                                                                  | Evenredige vertegenwoordiging: De zetelverdeling benadert de verhouding van de stemmen die een partij op het niveau van kiesdistricten en/of nationaal niveau ontvangt wat zorgt voor een evenredige zetel-stemverhouding.                                                                                  |
| Territoriale eenheden | Enkelvoudige kiesdistricten: De kiesstelsels van de Verenigde Staten , het Verenigd Koninkrijk en Canada bestaan uit enkelvoudige kiesdistricten en zijn daarom in grote mate penduledemocratieën te noemen. | Nationaal en regionaal evenredig door dubbelevenredigheid: De kiesstelsels van diverse Zwitserse kantons gebruiken een dubbelevenredige zetelverdeling om zetels tegelijkertijd evenredig over partijen als over regio's te verdelen.                                                                             | Nationaal en regionaal evenredig door dubbelevenredigheid: De kiesstelsels van diverse Zwitserse kantons gebruiken een dubbelevenredige zetelverdeling om zetels tegelijkertijd evenredig over partijen als over regio's te verdelen.                                                                       | Nationaal en regionaal evenredig door dubbelevenredigheid: De kiesstelsels van diverse Zwitserse kantons gebruiken een dubbelevenredige zetelverdeling om zetels tegelijkertijd evenredig over partijen als over regio's te verdelen.                                                                       |
| Territoriale eenheden | Enkelvoudige kiesdistricten: De kiesstelsels van de Verenigde Staten , het Verenigd Koninkrijk en Canada bestaan uit enkelvoudige kiesdistricten en zijn daarom in grote mate penduledemocratieën te noemen. | Regionaal en nationaal evenredig door vereffeningszetels: De kiesstelsels van Denemarken , Zweden en Noorwegen combineren meervoudige kiesdistricten met de landelijke uitslag (nationaal kiesdistrict) om onevenredigheid door kiesdistricten te compenseren.                                                    | | |
| Territoriale eenheden | Enkelvoudige kiesdistricten: De kiesstelsels van de Verenigde Staten , het Verenigd Koninkrijk en Canada bestaan uit enkelvoudige kiesdistricten en zijn daarom in grote mate penduledemocratieën te noemen. | Meervoudige kiesdistricten: De kiesstelsels van zowel België , Spanje en Zwitserland bestaan uit meervoudige kiesdistricten zonder nationaal compensatiemechanisme. | Meervoudige kiesdistricten: De kiesstelsels van zowel België , Spanje en Zwitserland bestaan uit meervoudige kiesdistricten zonder nationaal compensatiemechanisme. | Nationaal kiesdistrict: Nederland , Israël en Slowakije bestaan uit één landelijk kiesdistrict zonder specifieke regionale vertegenwoordiging. |
| Gemengde kiesstelsels | Gemengd majoritair: In het kiesstelsel van Italië wordt een deel van de zetels toegewezen via enkelvoudige kiesdistricten en de rest van de zetels wordt parallel verdeeld via evenredige meervoudige kiesdistricten. Hongarije en Rusland combineren enkelvoudige kiesdistricten met een nationaal kiesdistrict. | Gemengd majoritair: In het kiesstelsel van Italië wordt een deel van de zetels toegewezen via enkelvoudige kiesdistricten en de rest van de zetels wordt parallel verdeeld via evenredige meervoudige kiesdistricten. Hongarije en Rusland combineren enkelvoudige kiesdistricten met een nationaal kiesdistrict. | Gemengd evenredig: De kiesstelsels van Duitsland , Nieuw-Zeeland en Bolivia kennen een stembiljet met twee stemmen zodat de helft van de zetels gekozen wordt via enkelvoudige kiesdistricten, terwijl de rest wordt verdeeld om de verkiezingsuitslag evenredig te maken op nationaal of regionaal niveau. | Gemengd evenredig: De kiesstelsels van Duitsland , Nieuw-Zeeland en Bolivia kennen een stembiljet met twee stemmen zodat de helft van de zetels gekozen wordt via enkelvoudige kiesdistricten, terwijl de rest wordt verdeeld om de verkiezingsuitslag evenredig te maken op nationaal of regionaal niveau. |

Legenda kleurgebruik:

## Zetelaantal
Kiessystemen kunnen ingedeeld worden naar het aantal zetels dat tegelijk gekozen wordt of, omgekeerd, naar het aantal kieskringen waarin de zetels worden gekozen.
Zo zijn er kiessystemen waarin elke zetel afzonderlijk wordt gekozen en waarin dus evenveel zetels als kieskringen zijn. Is er voor iedere kieskring een zetel, dan spreekt men meestal van een districtenstelsel. In dat geval kan er alleen sprake zijn van een meerderheidsstelsel, maar er zijn verscheidene mogelijkheden om tot een meerderheid te komen. Zo zijn er systemen waarin
- een relatieve meerderheid volstaat. Dit systeem wordt gebruikt in het Verenigd Koninkrijk, de Verenigde Staten, Canada, ...
- een absolute meerderheid nodig is. Is die er niet, dan wordt een tweede ronde georganiseerd tussen de (meestal twee) bestgeplaatste kandidaten uit de eerste ronde. Dit systeem wordt gebruikt in de Franse parlementsverkiezingen en bij de meeste rechtstreekse presidentsverkiezingen in de wereld.
- een absolute meerderheid nodig is, die verkregen wordt door niet alleen rekening te houden met de eerste voorkeur van de kiezers (zie Alternative vote onder het kopje Eén keuze of volgorde?).

Het tegendeel van die systemen, zijn de kiessystemen waarbij er meerdere kieskringen zijn met telkens meerdere zetels (zoals in België) en kiessystemen waar er slechts één kieskring is voor alle zetels (zoals in Nederland en Israël).
In die gevallen zijn er verschillende systemen denkbaar om de zetels te verdelen. Ze kunnen als volgt ingedeeld worden:
- De kandidaten komen gezamenlijk op, zij verenigen zich op kandidatenlijsten. In dat geval heeft elke kiezer één stem die hij op een van die lijsten mag uitbrengen.
- Alle kandidaten komen individueel op. In dat geval zijn er meerdere systemen mogelijk: elke kiezer heeft slechts één stem, heeft evenveel stemmen als er zetels te verkiezen zijn of heeft een beperkt aantal stemmen (meer dan één, maar niet zoveel als er zetels te verkiezen zijn).

Binnen die indeling kunnen we ze verder als volgt indelen:
- Meerderheidsstelsels zoals hierboven beschreven voor één zetel, kunnen evengoed voorkomen bij kieskringen met meerdere zetels, zowel met kandidatenlijsten, als met individuele kandidaten (in dat geval hebben alle kiezers evenveel stemmen als er zetels zijn). België kende tot de invoering van de evenredige vertegenwoordiging in 1900 een meerderheidsstelsel met kandidatenlijsten en een tweede ronde ("ballotage") als er geen absolute meerderheid was in de eerste ronde.
- Tussenstelsels waarbij elke kiezer slechts één of een beperkt aantal stemmen heeft, zorgen voor een minderheidsvertegenwoordiging, maar zijn geen stelsels van evenredige vertegenwoordiging. Het stelsel met één stem per kiezer heet Enkele niet-overdraagbare stem en werd vroeger in Japan gebruikt. Het stelsel met meerdere stemmen per kiezer, maar niet zoveel als er zetels zijn heet "Limited Vote" en wordt gebruikt voor de verkiezing van het grootste deel van de Spaanse Senaat en, in België, voor de verkiezing van O.C.M.W.-raadsleden door de gemeenteraad.
- Evenredige vertegenwoordiging is alleen mogelijk met kandidatenlijsten.
- Enkele niet-overdraagbare stem.

### Eén keuze of volgorde?
De meeste kiessystemen zijn "categorische" systemen: elke kiezer kan slechts één kandidaat of partij aanduiden. Er zijn echter ook "ordinale" kiessystemen waarbij elke kiezer meerdere opeenvolgende keuzes kan maken. Meestal gebeurt dit door twee opeenvolgende stemrondes te organiseren. Dit systeem wordt gebruikt in de Franse parlementsverkiezingen en bij de meeste rechtstreekse presidentsverkiezingen in de wereld.
Dit kan echter ook in één stemronde door de kiezer de kandidaten in volgorde te laten plaatsen: elke kiezer moet bij de kandidaten 1, 2, 3, ... aanduiden. De stemmen voor de slechtstgeplaatste kandidaten volgens eerste voorkeur worden dan herverdeeld volgens de tweede voorkeur van de kiezers. Het is een systeem met één stemronde maar meerdere telrondes.
Als op die manier één zetel wordt verkozen, dan heet dergelijk systeem ranked-choice of instant-runoff voting. In het Verenigd Koninkrijk is dit systeem beter bekend als Alternative Vote, naar aanleiding van een referendum over dit systeem in 2011. Dit systeem wordt gebruikt bij parlementsverkiezingen in Australië, bij de verkiezingen voor de Londense burgemeester en in Nederland door de PvdA bij ledenraadplegingen, zoals bij het PvdA-partijleiderschapsreferendum 2012.
Als op die manier meerdere zetels worden verkozen, dan heet dergelijk systeem enkelvoudige overdraagbare stem. Dit systeem wordt gebruikt in Ierland, Noord-Ierland en Malta.

## Evenredige vertegenwoordiging en meerderheidsstelsel
In systemen met evenredige vertegenwoordiging krijgt een partij een aantal zetels naar verhouding van het aantal stemmen over het gehele gebied, terwijl in een meerderheidsstelsel in elk district de kandidaat met de meeste stemmen wordt gekozen. Evenredige vertegenwoordiging kan gecombineerd worden met een meervoudig en met een enkelvoudig districtenstelsel.
In een meerderheidsstelsel hebben de meeste kleine partijen geen kans om een zetel te halen, tenzij hun aanhang in een bepaald gebied geconcentreerd is. Hierdoor leidt een meerderheidsstelsel vaak tot een politiek systeem met twee grote partijen (bijvoorbeeld in de Verenigde Staten en het Verenigd Koninkrijk), terwijl een systeem van evenredige vertegenwoordiging meestal tot coalitieregeringen aanleiding geeft (bijvoorbeeld Nederland, België, Duitsland en Scandinavië).

### Argumenten voor evenredige vertegenwoordiging
- Ook kleinere politieke partijen kunnen hun stem laten horen.
- Minder plotselinge veranderingen van politiek door coalitieregeringen.
- Minder risico van een keuze tussen 'slecht' en 'nog slechter'.
- In een districtenstelsel heeft de vorm van de diverse districten invloed op de uitslag; dit leidt tot een mogelijkheid van de machthebbers om de uitslag te beïnvloeden.
- Betere garanties dat de winnaars van de verkiezingen ook inderdaad een meerderheid hebben. In een meerderheidsstelsel kan een partij die nipt verliest in sommige districten, en ruim wint in andere, een meerderheid van stemmen halen en toch de verkiezingen verliezen. In veel landen is er echter, al dan niet de facto, een kiesdrempel, een systeem waarbij blanco stemmen vnl. de grootste partijen ten goede komen of zetelverdelingen zoals systeem Imperiali (België) dat grote partijen eveneens bevoordeelt. Ook door dergelijke zaken worden meerderheden gevormd terwijl ze niet de meerderheid van het aantal stemmen hadden.

### Argumenten voor een meerderheidsstelsel
- Omdat ieder in zijn/haar eigen district kiest, is er een nauwere band tussen kiezer en gekozene.
- Bij een coalitieregering is het een kiezer vooraf niet duidelijk waarvoor hij/zij eigenlijk kiest.
- Doordat vertegenwoordigers van minder verschillende partijen verkozen worden, ontstaan er stabielere regeringen.
- Bijvoorbeeld bij het 'Block Vote' (blokstem) kan de kiezer kiezen tussen kandidaten van meerdere partijen waardoor hij niet enkel bepaalt welke partijen kans maken op deelname aan de wetgevende/uitvoerende macht, maar ook welke kandidaten dit kunnen doen. De macht van de partijtop voor het bepalen van de volgorde van de kandidaten op de lijst, is dan veel geringer.
- Bij het 'tweede ronde systeem' kan de kiezer tijdens de eerste ronde kiezen volgens zijn 'hart'. Indien zijn favoriete kandidaat de eerste ronde niet overleeft, heeft hij echter de kans nog steeds te bepalen wie wél verkozen wordt in de tweede ronde. Dergelijke mogelijkheid heb je niet bij een evenredige vertegenwoordiging waar na het bekend worden van de resultaten het gevoel bij sommige kiezers kan ontstaan van beter op een andere partij gestemd te hebben, bv. omdat dat die partij een extra verkozene had kunnen opleveren en invloed had kunnen hebben op de vorming van een meerderheid.

### Parallelle en gemengde systemen
Combinaties van evenredige vertegenwoordiging en districtenstelsel komen ook voor. Het eenvoudigst is dan dat beide systemen parallel met elkaar worden toegepast. Zo wordt de ene helft van het Russische parlement verkozen via evenredige vertegenwoordiging op nationaal vlak en de andere helft via een districtenstelsel.
Bij verkiezingen voor de Spaanse senaat krijgt iedere provincie van het land een aantal zetels toegedeeld, dat vervolgens evenredig met de verkiezingsuitslag verdeeld wordt. Kleinere partijen maken hierdoor weinig kans verkozen te worden. Hierdoor is er dus sprake van een combinatie van het districtenstelsel en evenredige vertegenwoordiging.
Van de 199 leden van het parlement van Hongarije worden er sinds 2012 106 gekozen via relatieve meerderheid, één per district, en 93 via landelijke lijsten van partijen via evenredigheid volgens de methode van Victor D'Hondt. De kiezers brengen dus tegelijkertijd twee stemmen uit. Ook etnische minderheden kunnen met eigen lijsten komen, waarop kiezers kunnen stemmen die als lid van een etnische minderheid zijn geregistreerd, maar deze lijsten zijn weinig kansrijk. Bijzonder is, dat de 'overgeschoten' stemmen van de districtsverkiezing worden opgeteld bij de stemmen van de evenredige verkiezing, met name de stemmen uitgebracht op de verliezende districtskandidaat en de stemmen die de winnaar méér behaalde dan de nummer twee. Hierdoor, en ook door de 5%-kiesdrempel maken kleine partijen weinig kans, maar het stelsel biedt wel ruimte voor de verkiezing van partijonafhankelijke kandidaten.

#### Meerderheidsbonus
Er kan ook binnen een systeem van evenredige vertegenwoordiging een "bonus" van een bepaald aantal zetels worden toegekend aan de grootste partij. Zo werd bijvoorbeeld in het Parlement van Griekenland 50 zetels van de 300 toegekend aan de grootste partij.